# Pierre Peytier
Jean Pierre Eugène Félicien Peytier, parfois appelé Eugène Peytier, est un militaire, géographe, ingénieur cartographe et dessinateur-peintre français né le 15 octobre 1793 à Genestelle en Ardèche, et mort le 2 février 1864 à Paris.

## Biographie
Pierre Peytier entre en 1811 à l'École polytechnique où il obtient son diplôme (X1811). Il est ensuite intégré au service topographique de l'armée française dans corps des ingénieurs-géographes en 1813. Il est promu lieutenant en 1817, puis capitaine en 1827.

### Dans les Pyrénées (1825)

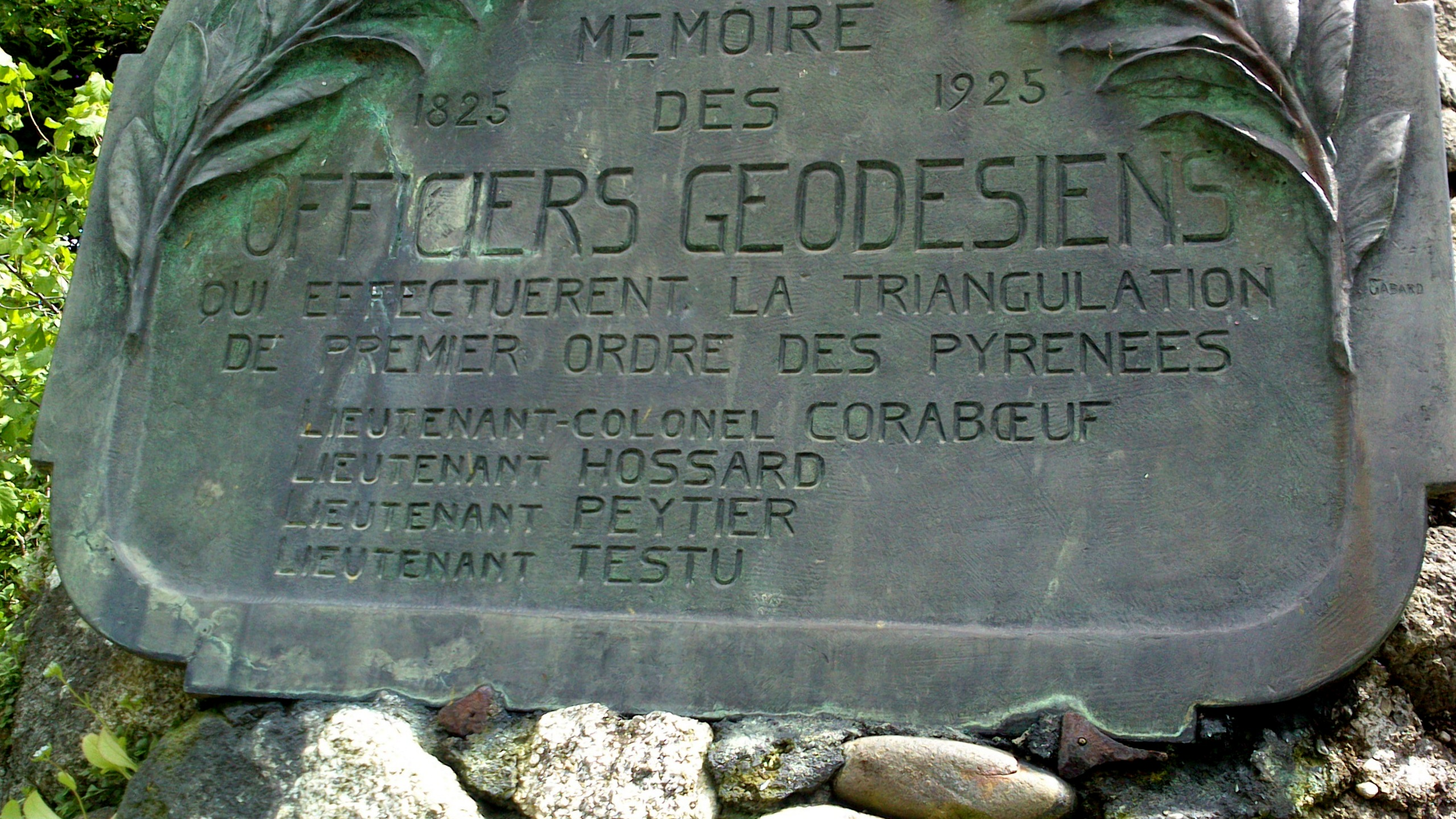
Plaque commémorative - Monument à la gloire des géodésiens sur la route du col du Soulor

Ingénieur géographe et géodésien, il est un des premiers officiers géodésiens chargés en 1825 de la triangulation des Pyrénées en vue de réaliser les cartes d'état-major de la France, avec son collègue Paul-Michel Hossard, et par ailleurs, les officiers Corabœuf et Testu, il est, par la nécessité du service, un des premiers pyrénéistes.
Il réalise les premières ascensions des pic Palas, pic du Balaïtous et pic de Saint-Barthélemy dans les Pyrénées. Ces véritables exploits passent totalement inaperçus et bien des ascensionnistes ultérieurs, croyant faire une « première », trouvent les traces du passage des géodésiens. C'est le cas de l'explorateur Charles Packe arrivant au sommet du Balaïtous.

### Expédition scientifique de Morée (1829)
Le capitaine Pierre Peytier, du service topographique de l'armée française, avait déjà été invité en Grèce par son gouverneur Ioánnis Kapodístrias lorsque celui-ci était venu à Paris en octobre 1827 pour demander au gouvernement français des conseillers et des officiers de l'armée française afin d'organiser l'armée du nouvel État grec (tout récemment fondé au cours de la guerre d'indépendance grecque). Ainsi, sur recommandation du ministère français de la Guerre, Peytier et trois autres officiers sont envoyés en Grèce, afin de former de jeunes ingénieurs grecs qui entreprendront des projets d'arpentage, tandis que Peytier lui-même doit dessiner les plans de la ville de Corinthe et la carte du Péloponnèse. Puis, lorsque l'expédition scientifique de Morée débarque à Navarin dans le Péloponnèse le 3 mars 1829, Peytier lui est ainsi rattaché.  

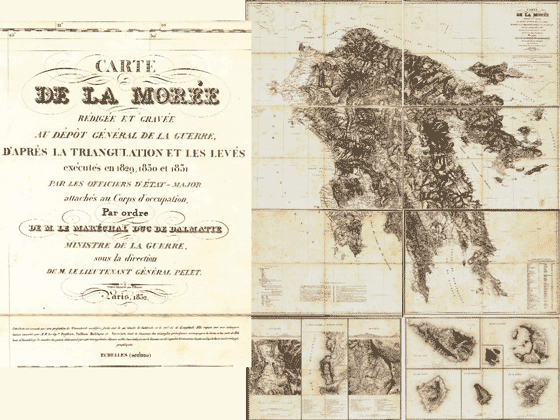
Carte de la Morée de 1832 (par Pierre Peytier), la première carte du territoire grec jamais construite scientifiquement et géodésiquement.

Dès le mois de mars, une base de 3 500 mètres est tracée en Argolide, d’un angle des ruines de Tirynthe à un angle de maison en ruines dans le village d’Aria. Elle doit servir de point de départ à toutes les opérations de triangulations pour les relevés topographiques et géodésiques dans le Péloponnèse. Peytier et le géologue Puillon-Boblaye procèdent à de nombreuses vérifications de la base et des règles employées. La marge d’erreur est ainsi réduite à 1 mètre pour 15 km. La longitude et la latitude du point de la base à Tirynthe sont relevées et vérifiées, afin de réduire à nouveau au maximum la marge d’erreur, estimée à 0,2 seconde. 134 stations géodésiques sont installées sur les montagnes de la péninsule, mais aussi sur Égine, Hydra ou à Nauplie. Ainsi, des triangles équilatéraux dont chaque côté fait approximativement 20 km sont dessinés. Les angles sont mesurés avec des théodolites de Gambey. Cependant, après le départ de Grèce de la mission scientifique, et bien que tombé malade de la fièvre cinq fois, Peytier y reste seul jusqu'au 31 juillet 1831 pour compléter le travail trigonométrique, topographique et statistique entrepris pour l'établissement de la carte de la Morée.
Cette Carte de 1832, très précise, au 1/200.000°, en 6 feuillets (plus deux feuillets représentant quelques îles des Cyclades), est la première carte du territoire grec jamais construite scientifiquement et géodésiquement.

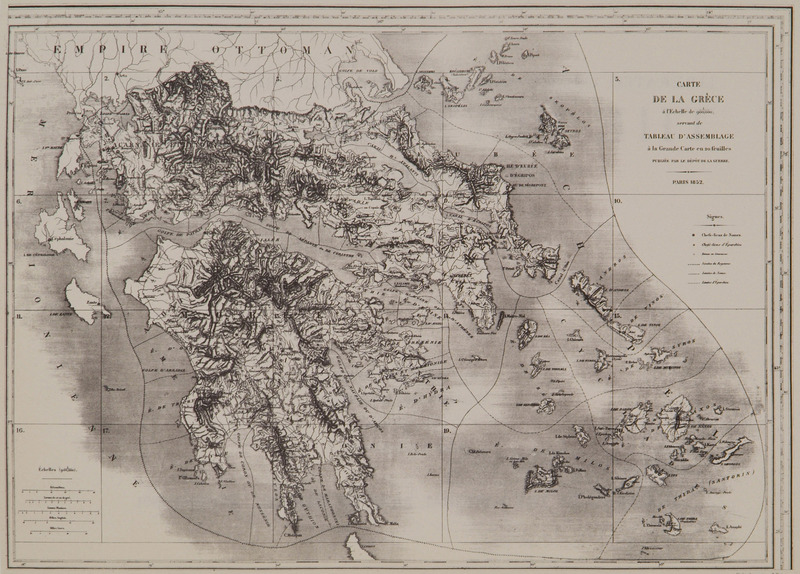
Carte du royaume de Grèce de 1852 (par Pierre Peytier)

Après un passage en France entre 1831 et 1833, Peytier revient en Grèce le 28 mars 1833 et y reste jusqu'au mois de mars 1836 pour diriger la plus grande partie des travaux en vue de l'élaboration de la carte complète du royaume de Grèce de cette époque. Cette Carte de 1852 est définitivement publiée sous sa direction, en 1852.
Peytier laisse également un Album qu'il composa lui-même de ses dessins au crayon, sépias et aquarelles représentant des vues de villes, des monuments, des costumes et des habitants de la Grèce d'alors, au style artistique évitant une idéalisation au profit d'une fidélité et d'une précision scientifiques révélant le topographe qu'il est.

### Les dernières années
Peytier retourne définitivement en France en 1836 et à partir de 1839 il poursuit ses travaux sur la carte de France dans la section cartographique de l’armée. Il est devient directeur des archives de guerre.
Il est promu au grade de colonel en 1852. 
Il décède en 1864, à l'âge de soixante-dix ans.

## Galerie de dessins

Dessins de Pierre Peytier, tirés de The Peytier Album, Liberated Greece and the Morea Scientific Expedition, in the Stephen Vagliano Collection, publié par la Banque Nationale de Grèce, Athènes, 1971.
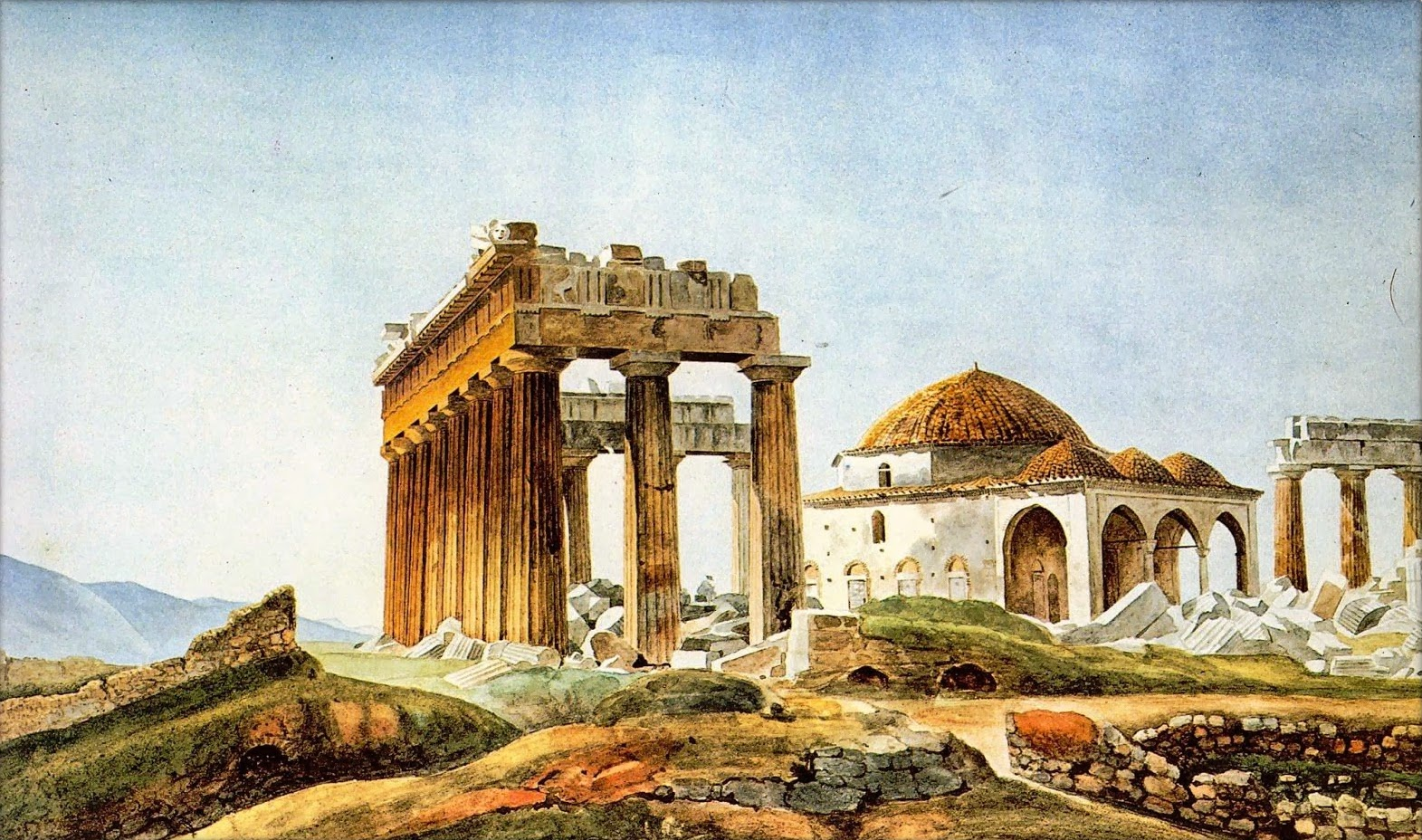
Mosquée dans le Parthénon à Athènes
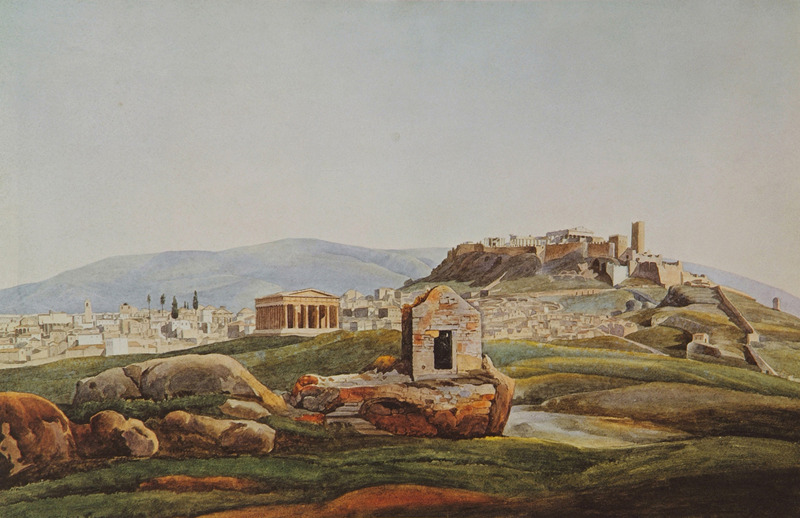
Athènes. Vue du Nord-Ouest.
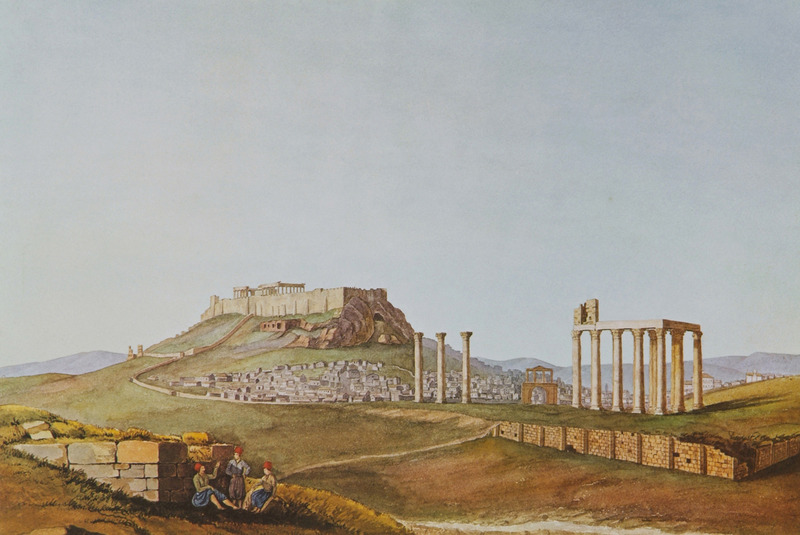
Athènes. Vue du Sud-Est.
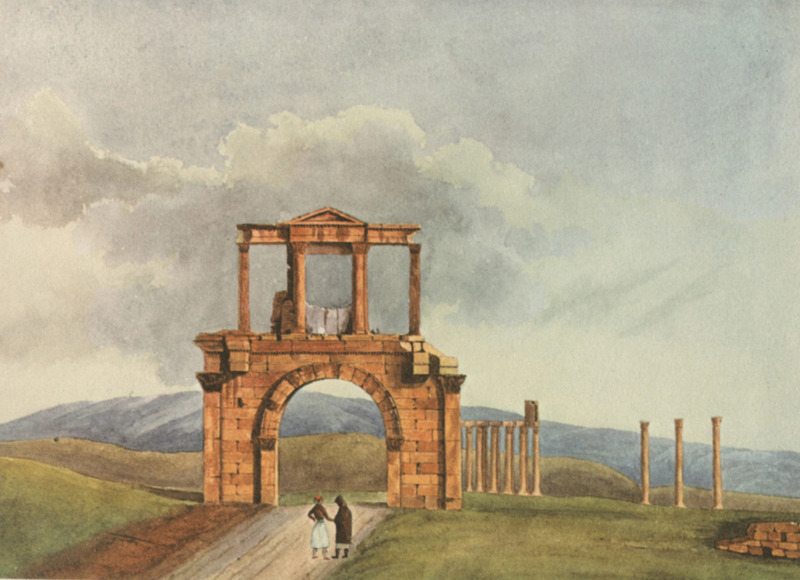
Athènes. La Kamaroporta (l'Arche d'Hadrien) et le temple de Zeus Olympien, depuis l'Ouest.
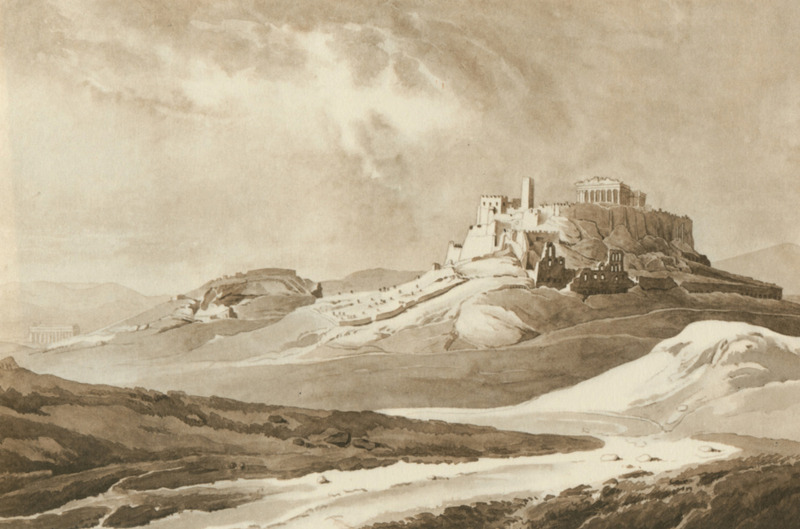
Athènes. L'Acropole avec l’Aréopage à gauche, depuis le Sud-Ouest.
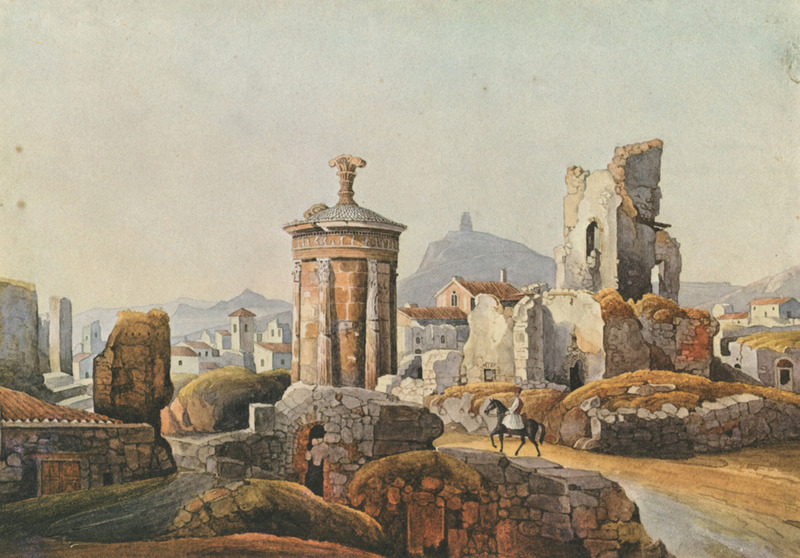
Athènes. Le Monument chorégique de Lysicrate et le quartier ruiné de Fanari, depuis le Nord-Est.
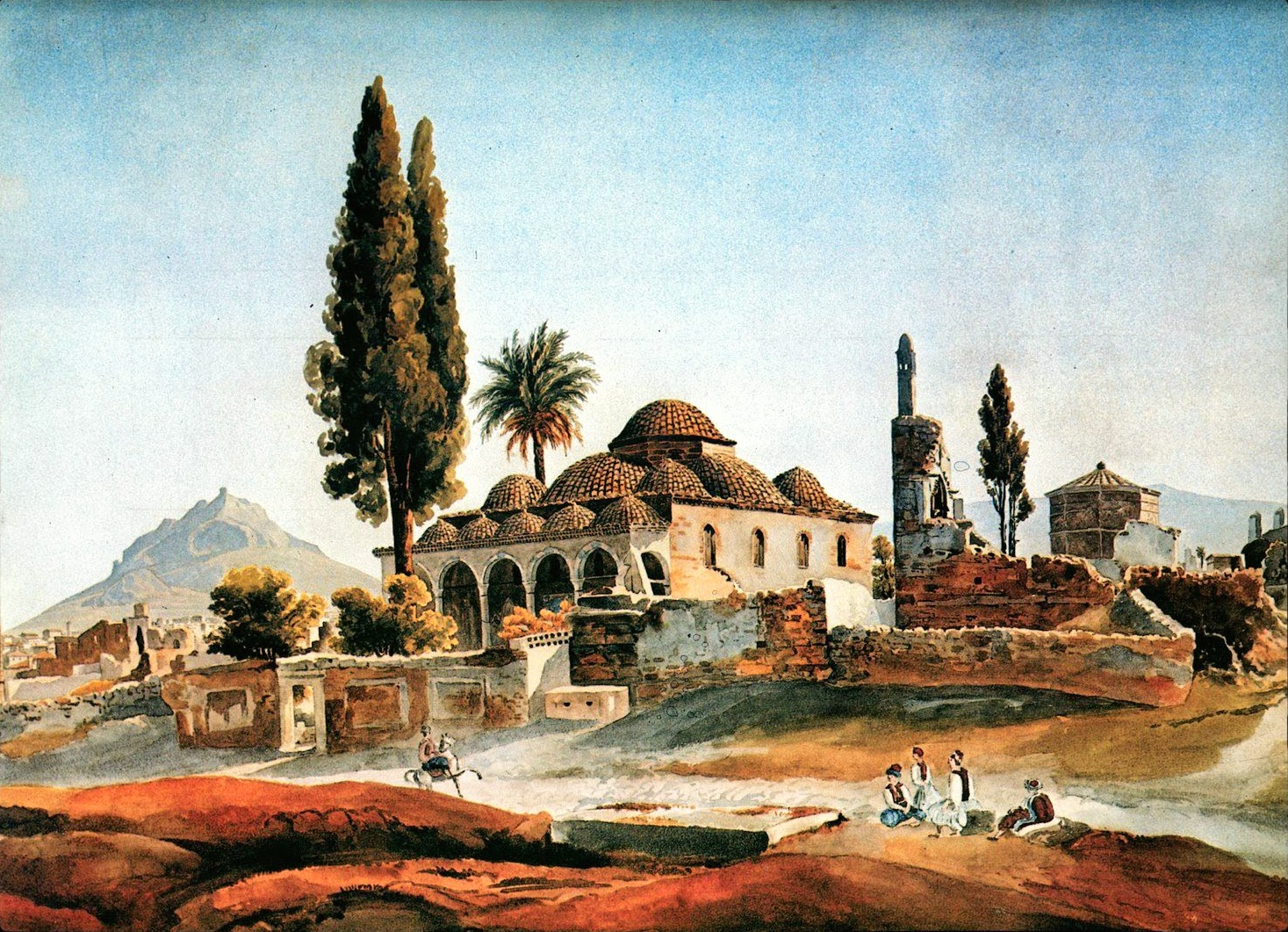
La Mosquée Fetichié et la Tour des Vents à Athènes
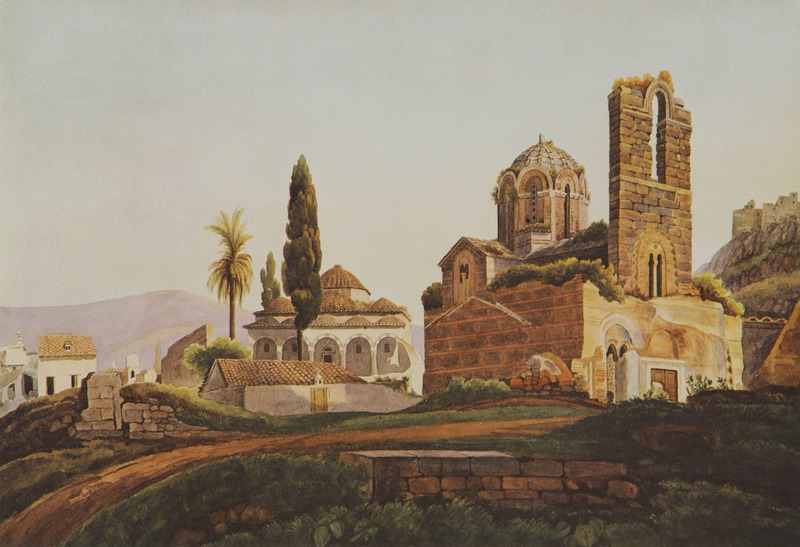
Athènes. L'Église des Taxiarches et la Mosquée Fetichié
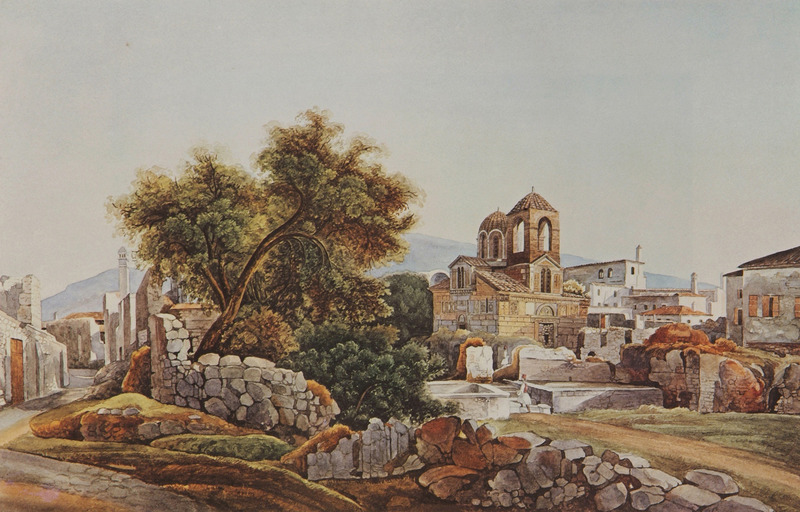
Athènes. L'Église du Gorgoepikoos et le quartier ruiné de Gorgopiko, depuis le Nord-Ouest.
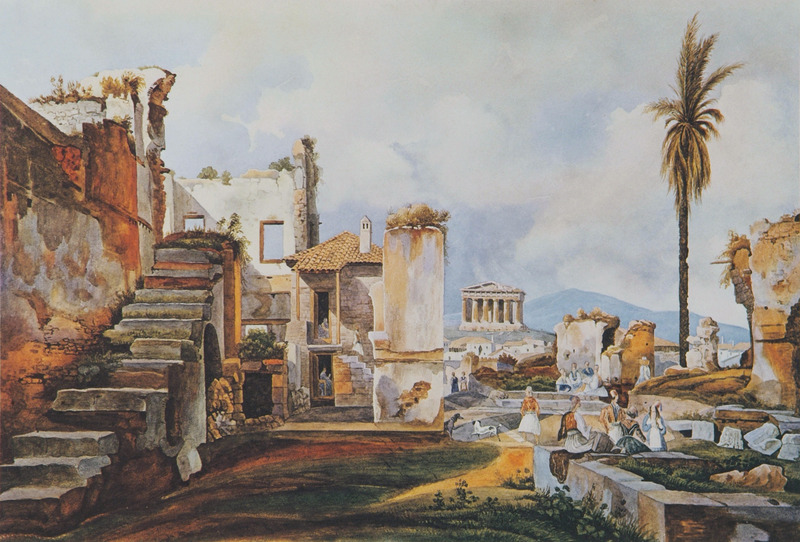
Athènes. Maisons en ruines a l'Est du Théséion.
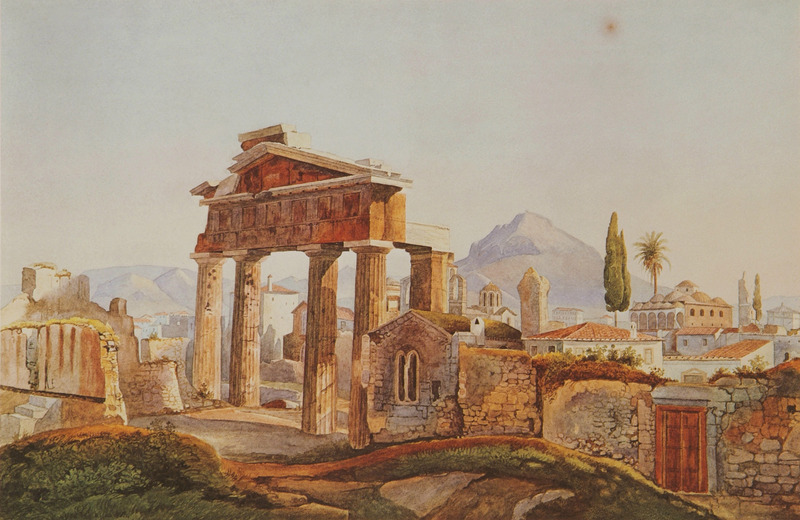
Athènes. Vue depuis l'Ouest, en regardant vers la Pazaroporta (la porte du Bazar).
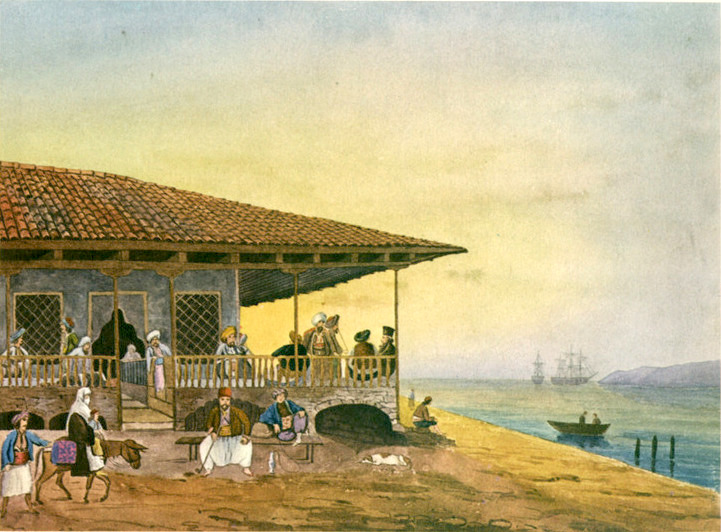
Patras. Café en bord de mer.
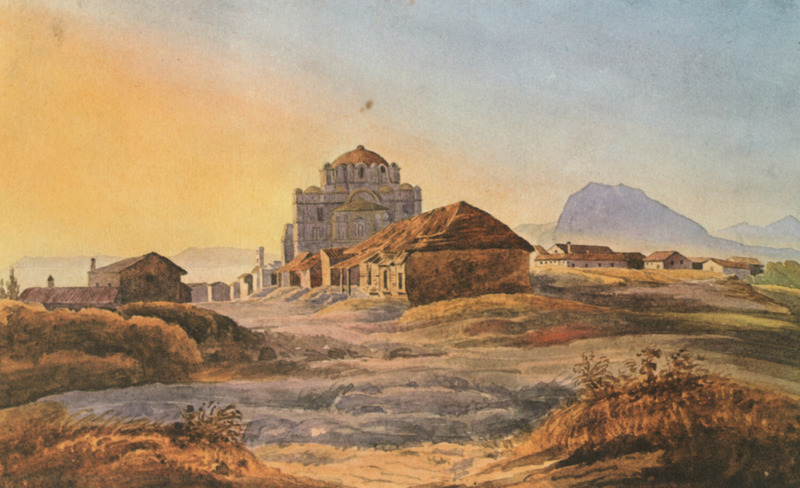
Patras. L'Église du Pantocrator.
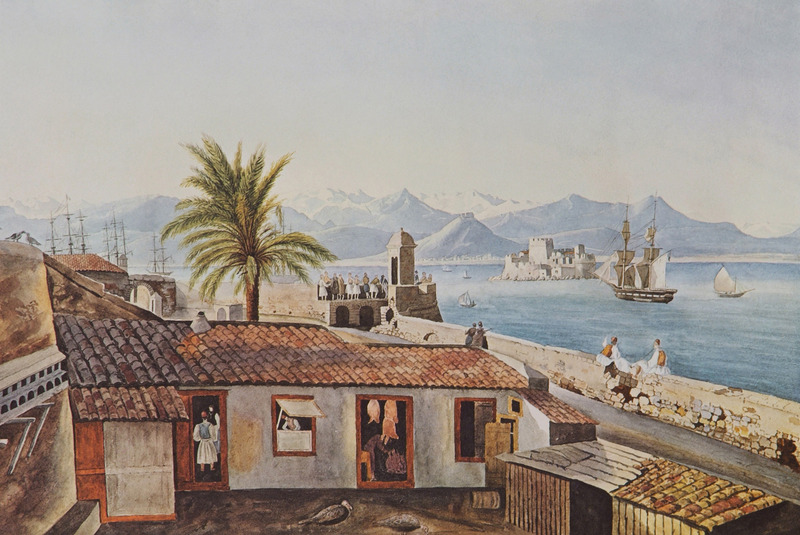
Nauplie. Le quartier de Hourmadia et le Bourtzi.
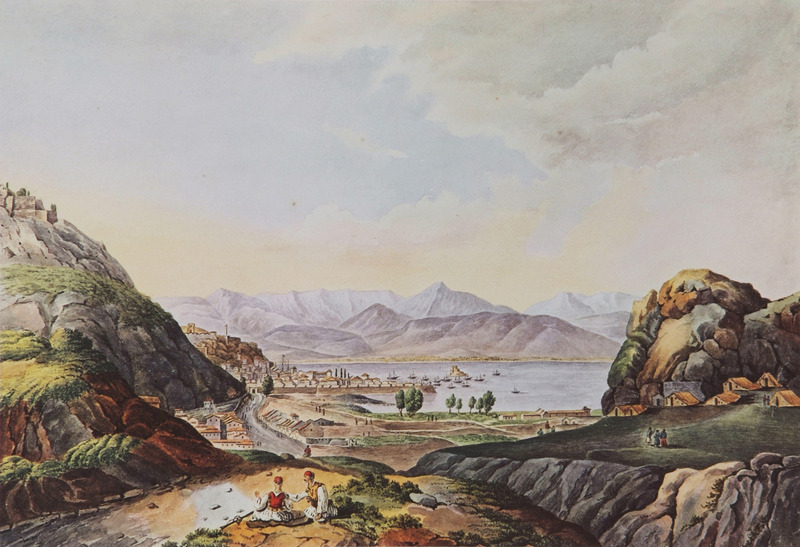
Nauplie depuis le Nord-Est, vu de Pronoia.
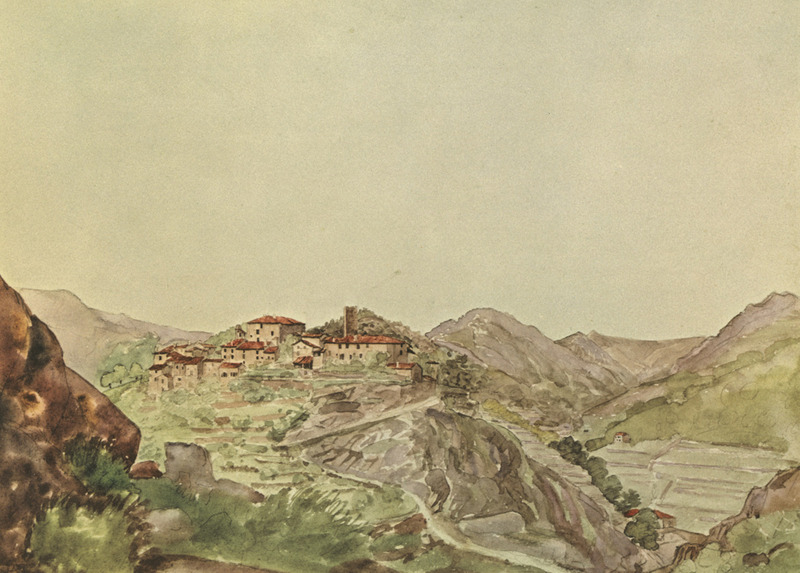
Village
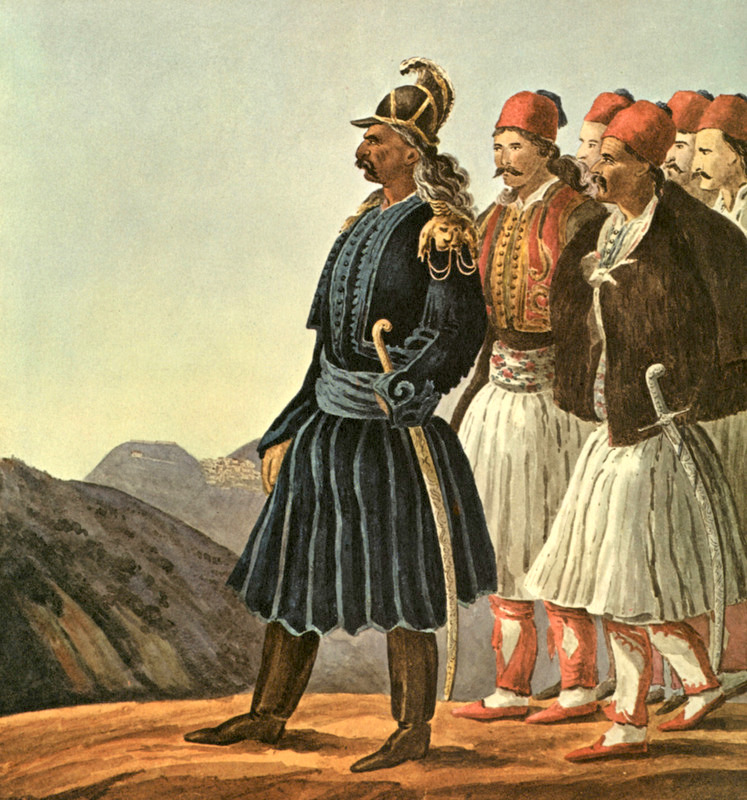
Theódoros Kolokotrónis et son escorte personnelle.
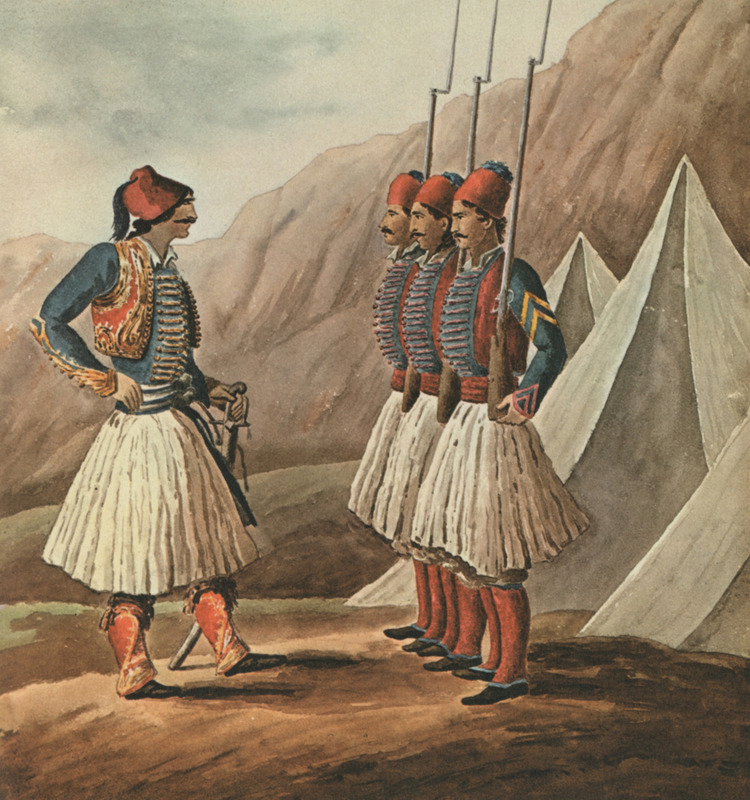
Nauplie. Membres du "Typikon" en parade à Pronia (1830)
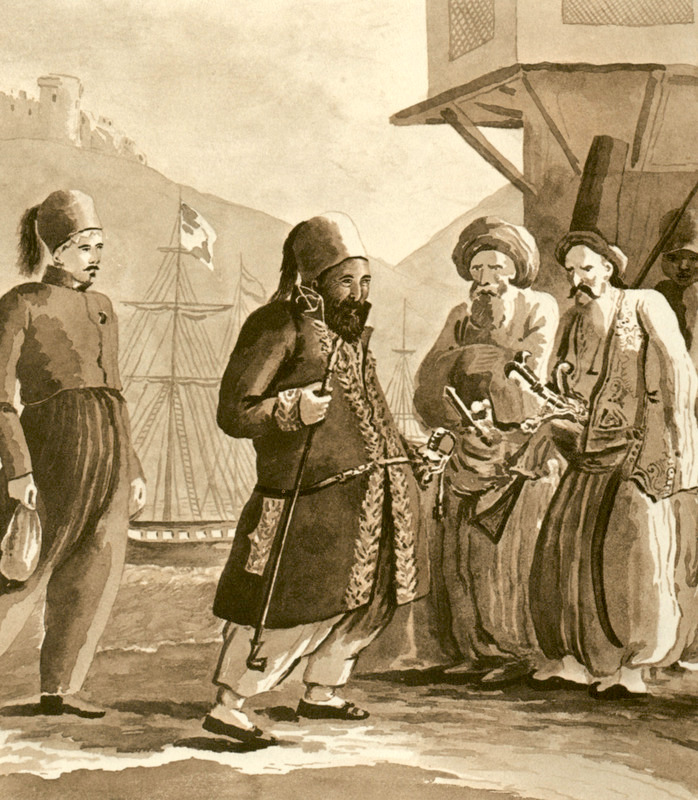
Ibrahim Pacha à Navarin en 1828.
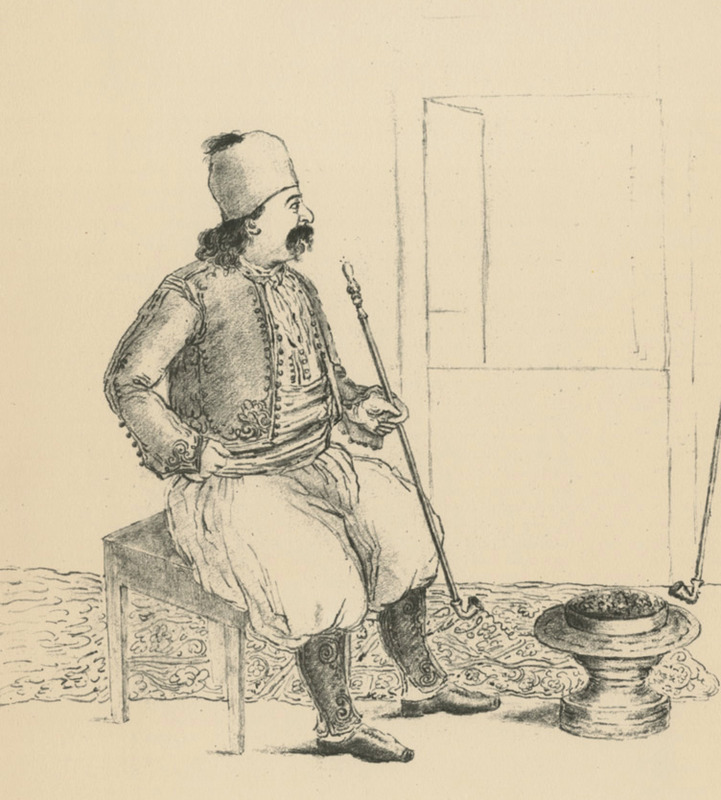
Pétrobey Mavromichális.
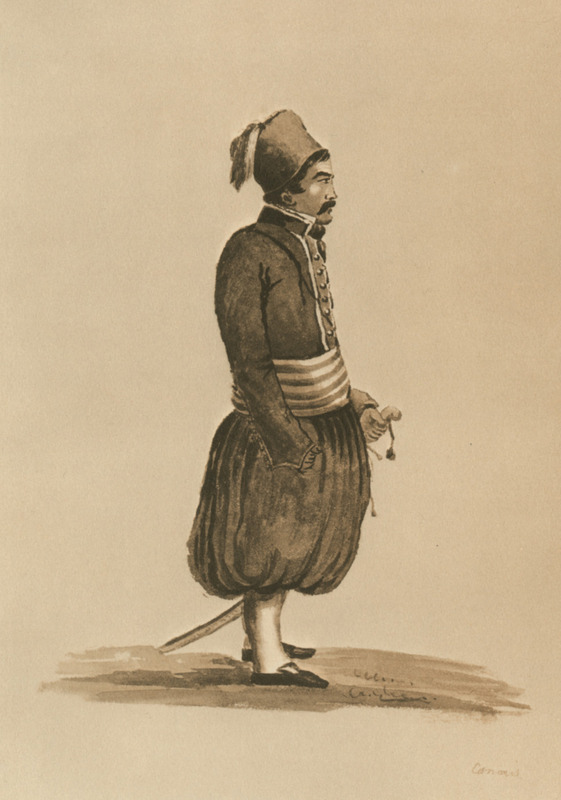
Konstantínos Kanáris.
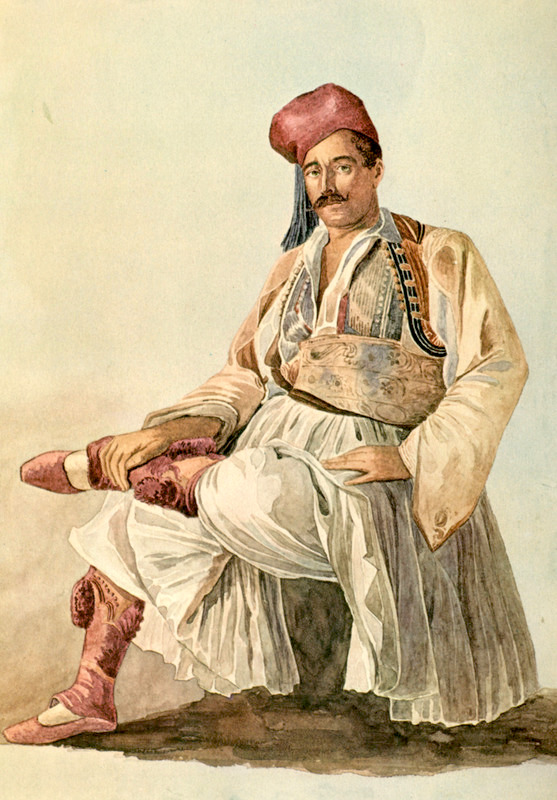
Chef grec.
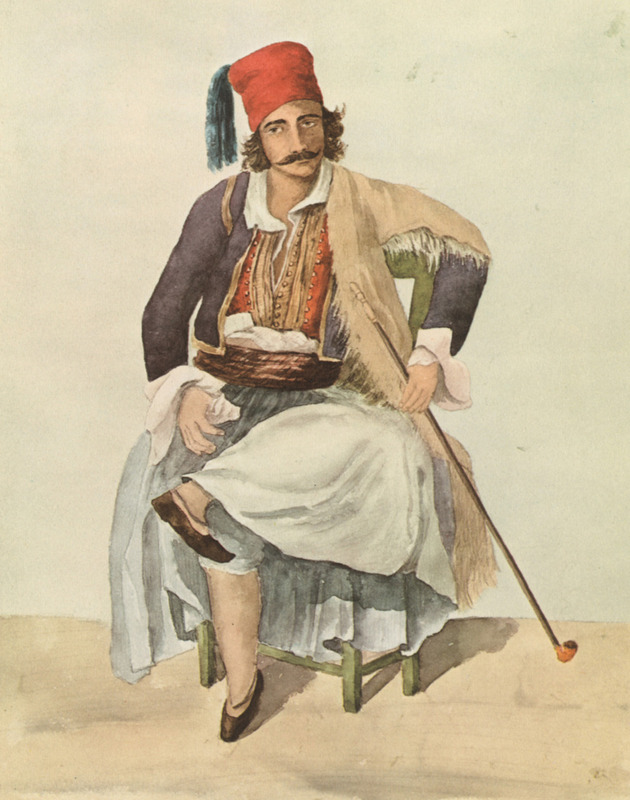
Homme fumant la pipe.
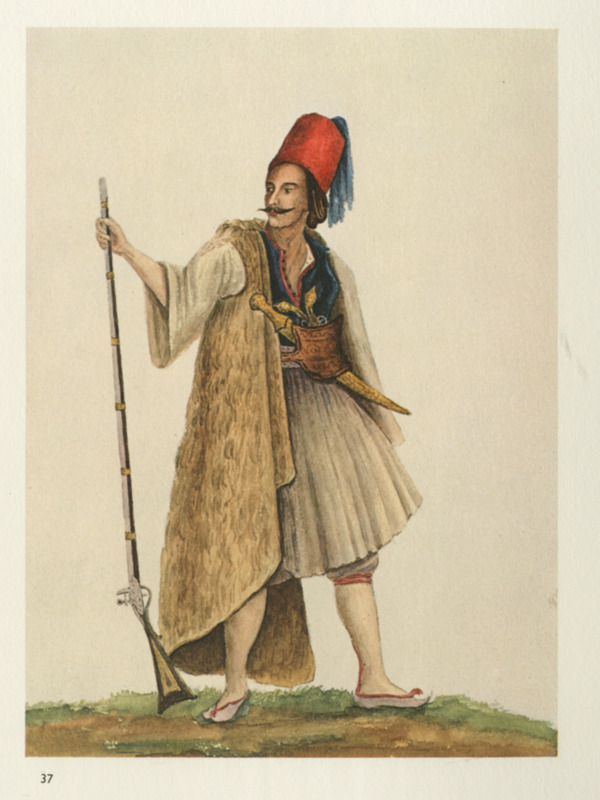
Soldat avec fusil à silex.
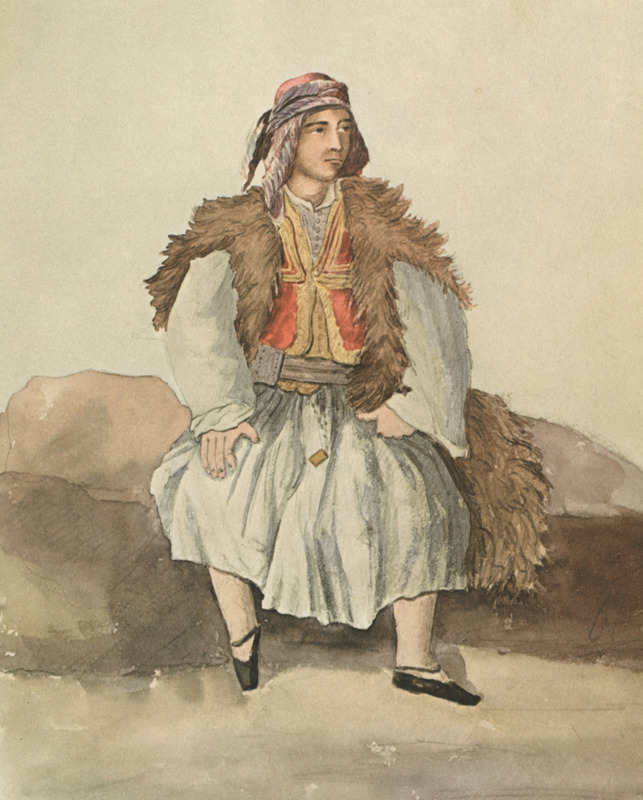
Jeune paysan.
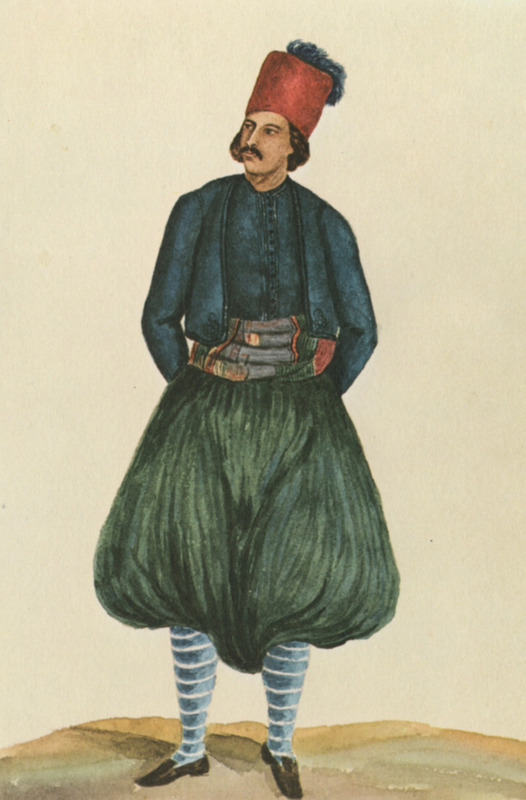
Habitant des îles.
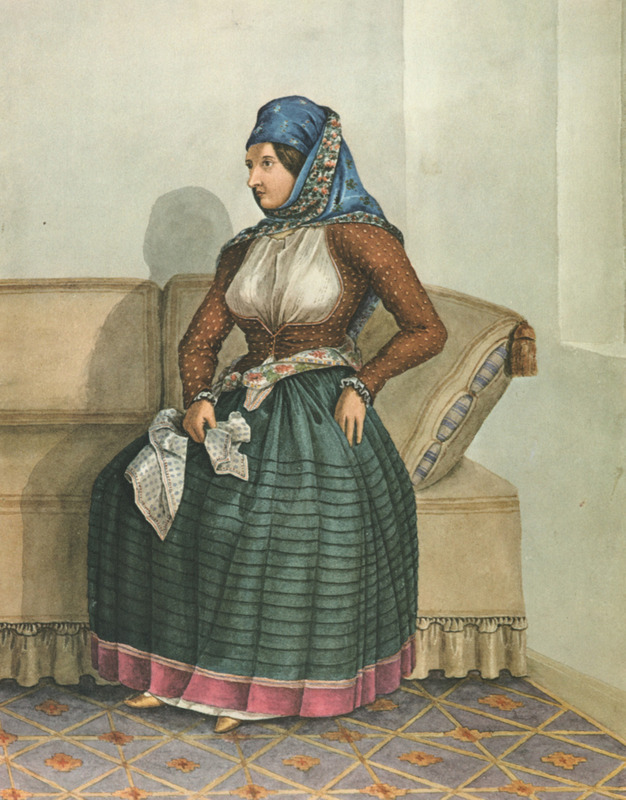
Femme des îles.
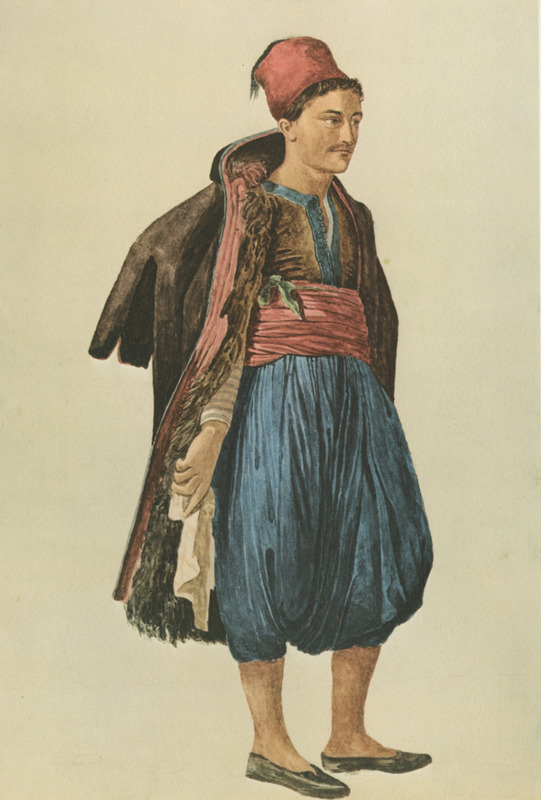
Jeune insulaire.
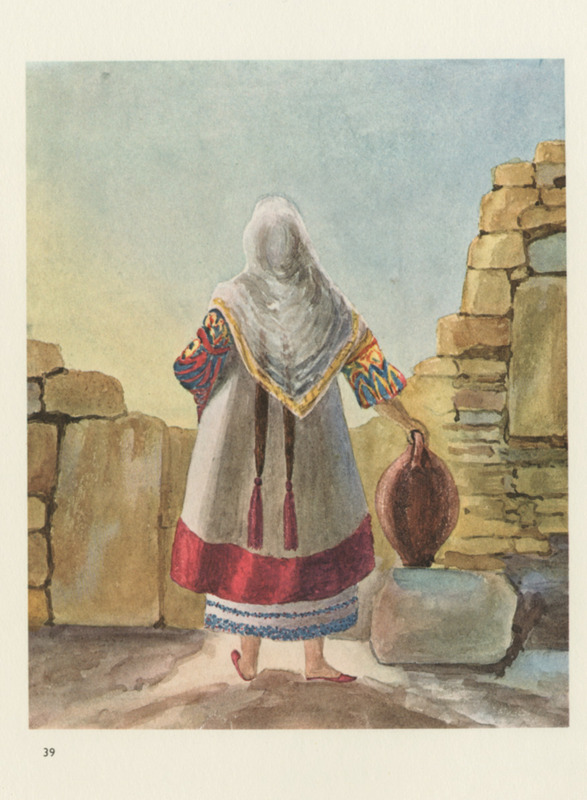
Femme contemplative.
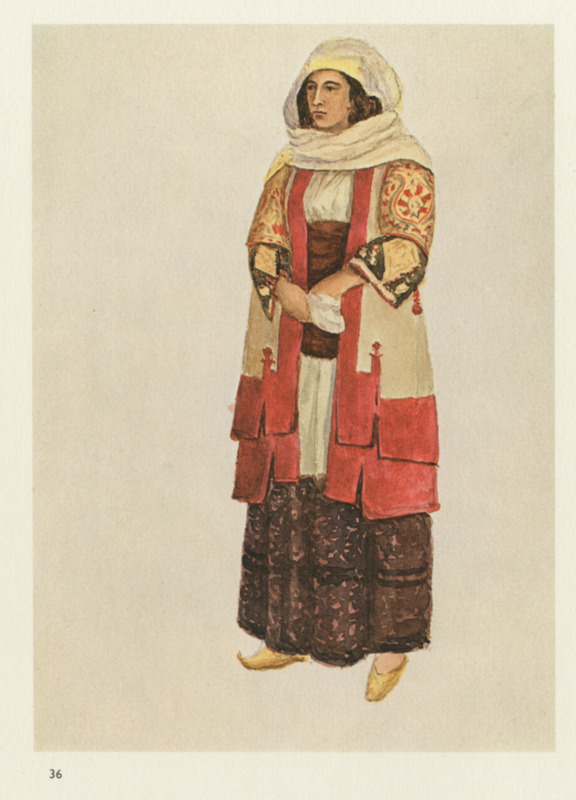
Femme d'Attique.
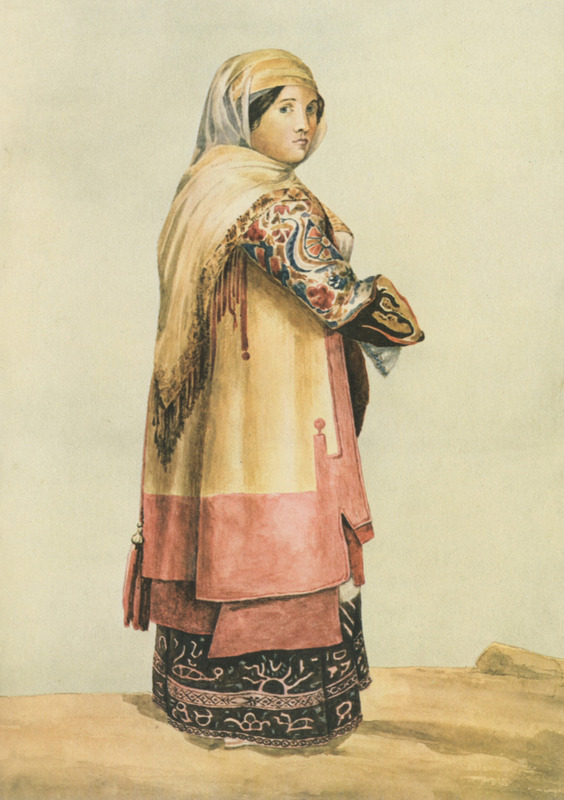
Femme nouvellement mariée de l'Attique.
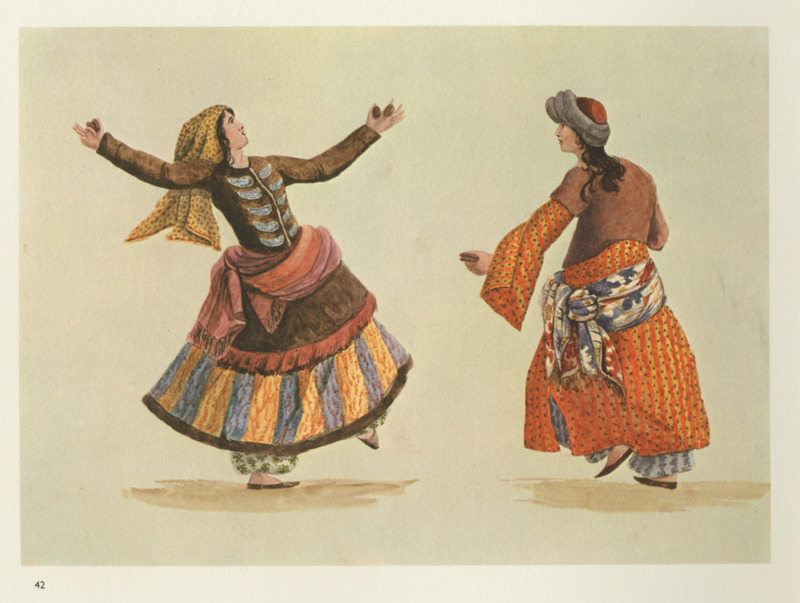
Deux femmes dansant.
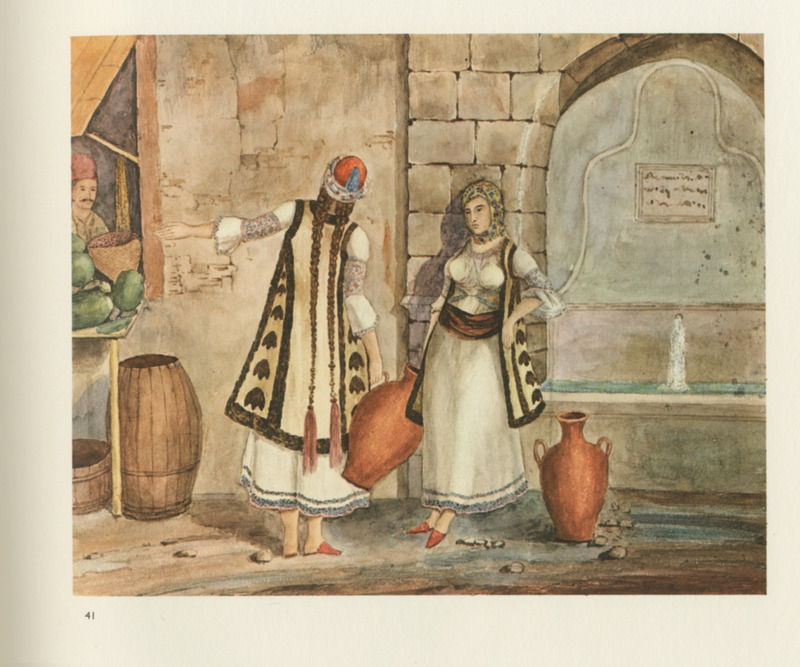
Athènes - Scène près d'une fontaine du centre-ville.
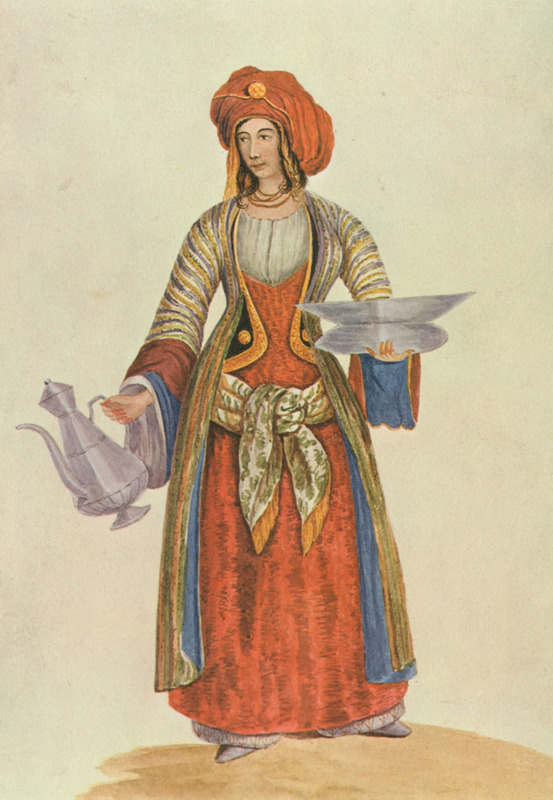
Femme grecque de Constantinople avec lave-main et pichet.
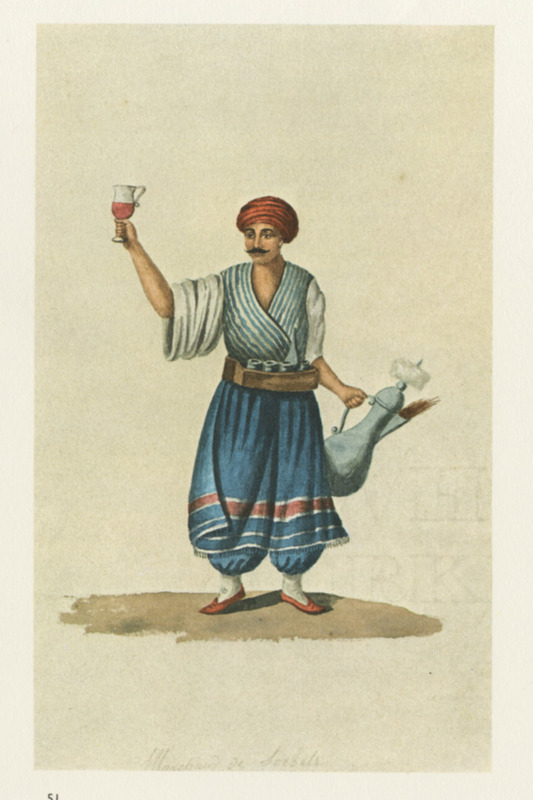
Vendeur de sorbets itinérant.
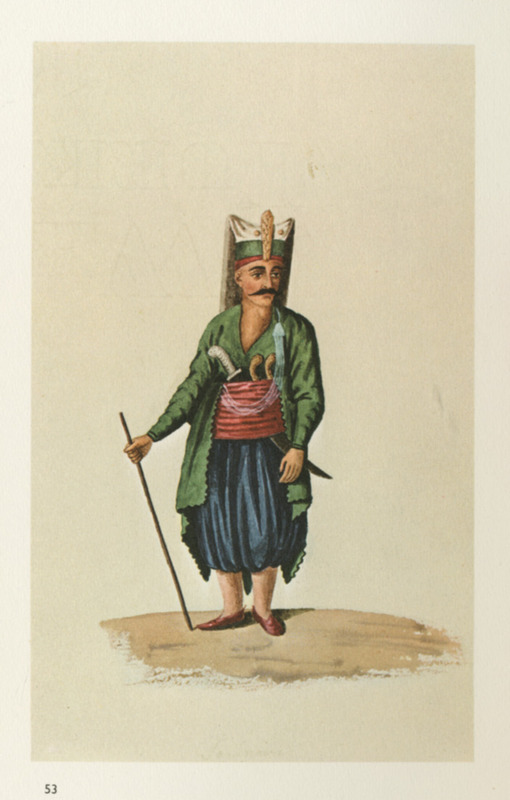
Janissaire.
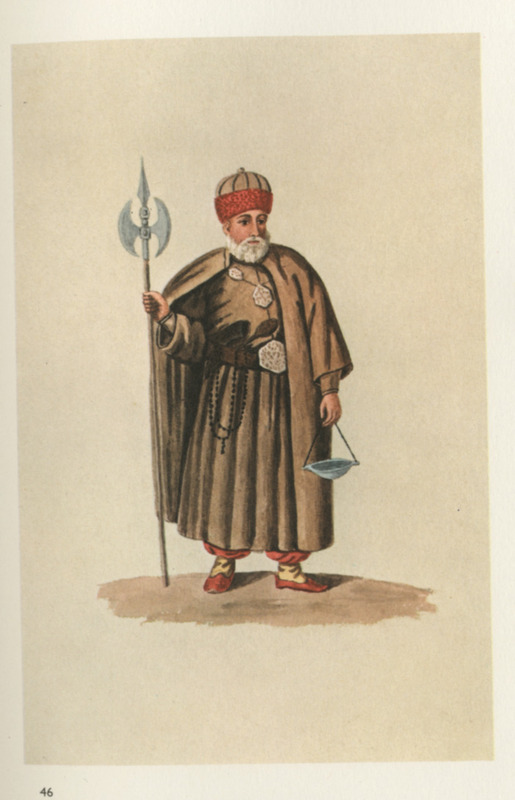
Derviche.
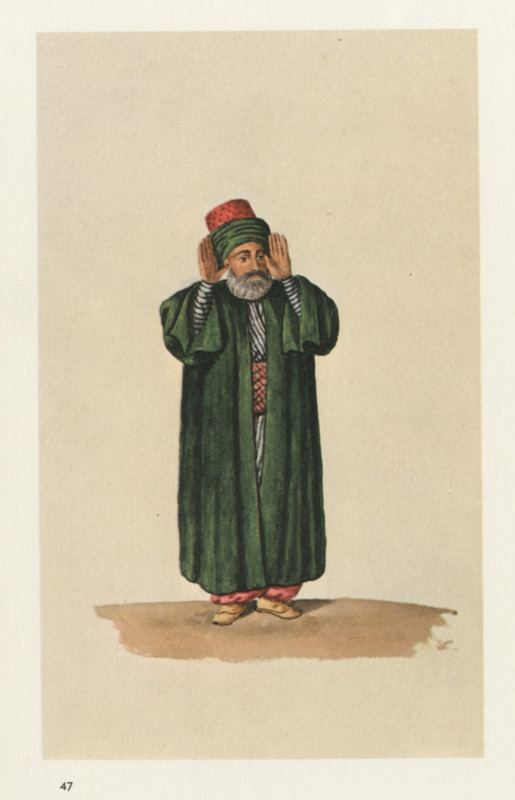
Muezzin.
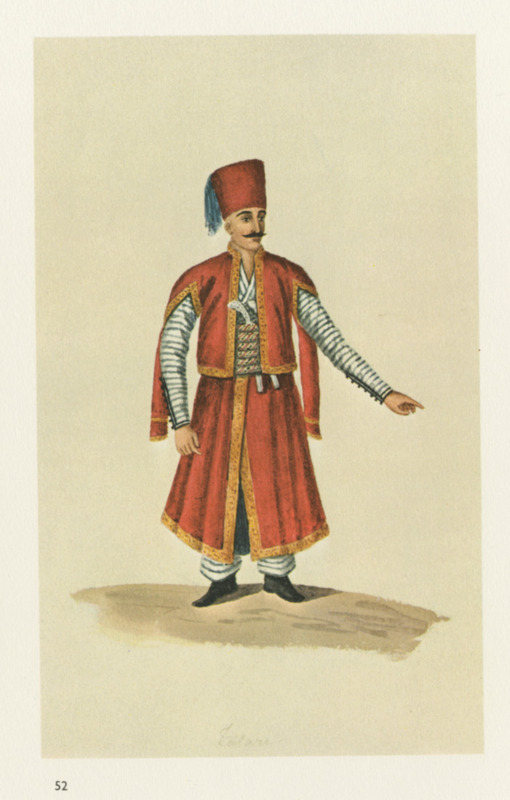
Tatare.
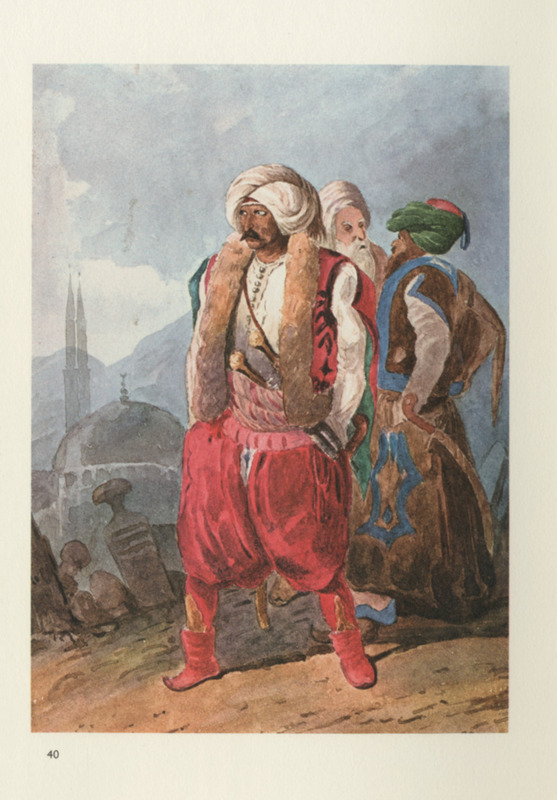
Soldat turc.
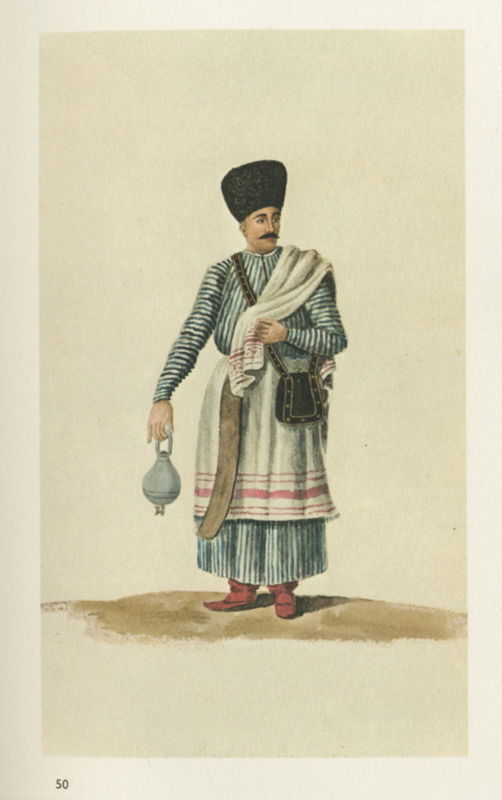
Barbier arménien itinérant.
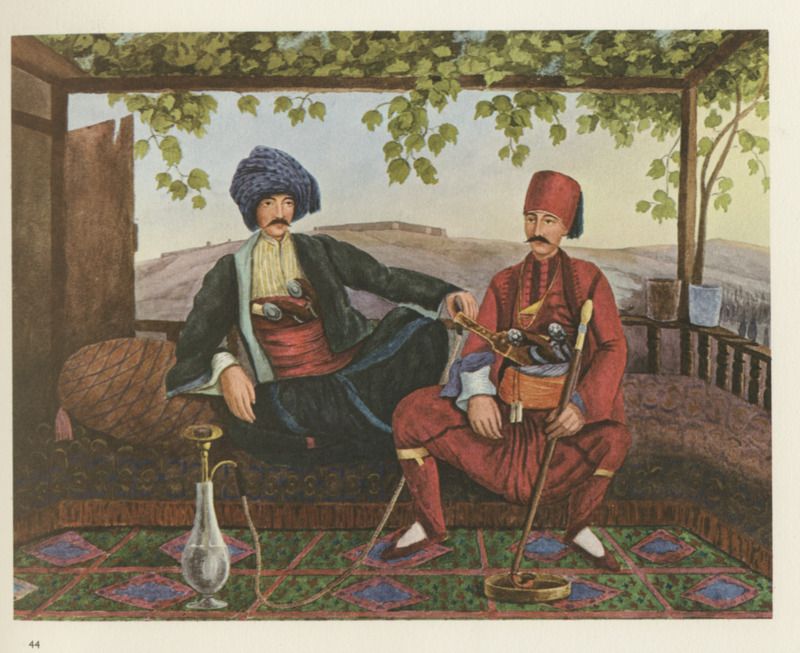
Hommes fumant à l'ombre d'une treille.